# Psapharochrus rufitarsis
Psapharochrus rufitarsis là một loài bọ cánh cứng trong họ Cerambycidae.